# ایده بزرگ (فیلم ۱۹۱۷)
ایده بزرگ (انگلیسی: The Big Idea) یک فیلم به کارگردانی هال مور و گیلبرت پرت است که در سال ۱۹۱۷ منتشر شد. از بازیگران آن می‌توان به هارولد لوید، ببه دنیلز، سمی بروکس، اسناب پالرد، گیلورد لوید، گاس لئونارد و جیمز پروت اشاره کرد. نسخهٔ ترمیم‌شدهٔ این فیلم امروزه در اینترنت موجود است.